# Langley (Virginie)
Pour les articles homonymes, voir Langley.
Langley est une communauté non incorporée de Virginie (États-Unis), dans le comté de Fairfax (Hampton Roads), en grande partie absorbée par la ville de McLean.
En plus d'être une ville-dortoir pour Washington, D.C., elle héberge les sièges de la CIA (le George Bush Center for Intelligence) et de la Federal Highway Administration ainsi que la Claude Moore Colonial Farm du National Park Service. Langley est souvent utilisée comme métonyme pour désigner la CIA,.

## Dans la culture populaire
- La Taupe de Langley, roman de la série S.A.S., écrit par Gérard de Villiers
- Mission impossible, l'équipe Mission impossible a son siège dans celui de la CIA, Langley apparaît donc dans plusieurs films de la série.
- La série télévise Homeland ayant comme héroïne une agente de la CIA, plusieurs scènes se déroulent au siège de l'agence à Langley.
- Une partie du jeu vidéo Tom Clancy's Splinter Cell se déroule à Langley.
- la série télévisée American Dad! se passe dans la ville fictive de Langley Falls, le personnage de Stanley Smith travaillant à la CIA.
- La saga cinématographique Jason Bourne (2002-2016) fait référence au siège de l’agence à Langley.
- Le livre de Ken Folett « Pour rien au monde » fait également régulièrement référence au siège de la CIA à Langley.